# Pristella
Pristella is een monotypisch geslacht van straalvinnigen uit de  familie van de karperzalmen (Characidae).

## Soort
- Pristella maxillaris Ulrey, 1894